# Radegast
Radegast (укр. Радеґаст) — чеська пивна торговельна марка, що належить одному з лідерів світового ринку пива міжнародній корпорації Asahi Breweries. Пиво виробляється на однойменній броварні, збудованій 1970 року у с. Ношовиці на сході Чехії.
Торговельна марка та броварня названі на честь західнослов'янського бога Радегаста, чиє зображення розміщене на логотипі торговельної марки і який опосередковано згадується у її гаслі: «Život je hořký: Bohudík.» (укр. «Життя гірке, дякувати богу»).

## Історія
Торговельна марка «Radegast» веде свою історію від 1970 року, у якому було зварено першу партію пива на новозбудованій броварні у Ношовіце. 1988 року обсяги виробництва пива «Radegast» сягнули 10 мільйонів декалітрів.

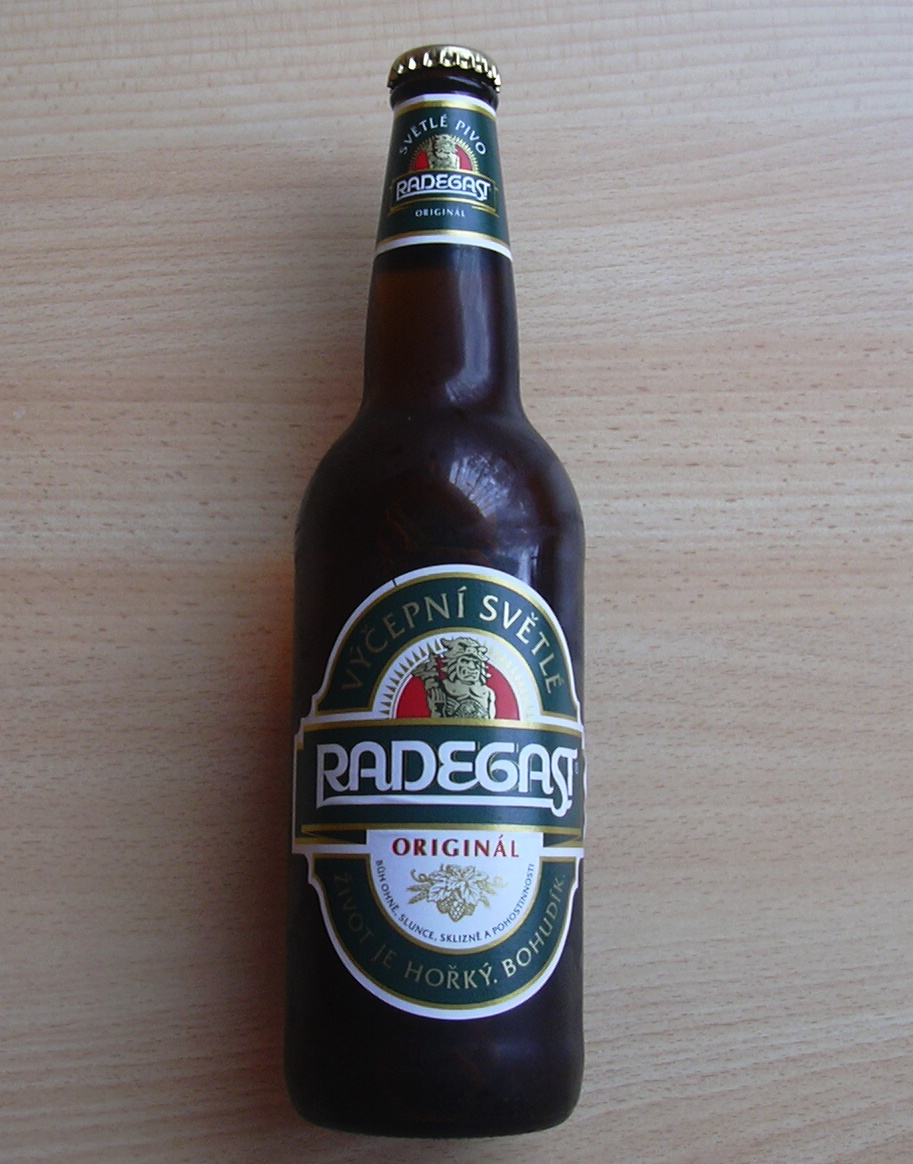
Пляшка пива Radegast Original.

1990 року підприємство було приватизоване, а у середині 1990-х воно стало центральним елементом національної пивоварної групи, до якої, зокрема, увійшла броварня у Велке Поповіце, виробник популярного пива «Velkopopovický Kozel». 1998 року броварня уперше подолала позначку у 20 мільйонів виробленого пива на рік.
У березні 1999 року очолювана «Radegast» пивоварна група об'єдналася з пивоварною компанією Plzeňský Prazdroj (виробником пива «Pilsner Urquell»), а у жовтні того ж року ця об'єднана компанія була придбана південноамериканською пивоварною корпорацією South African Breweries, що пізніше стала фундатором існуючого на сьогодні міжнародного пивоварного гиганта SABMiller.

## Асортимент пива
На сьогодні лінійка ТМ «Radegast» представлена двома сортами пива низового бродіння (лагерами):
- Original — світле пиво з вмістом алкоголю 4,0%;
- Premium — світле пиво з вмістом алкоголю 5,0%;

Продукція розливається у пляшки місткістю 0,5 л, а також банки місткістю 0,3 та 0,5 л.